# ۴۰ آهنگ برتر هلند
۴۰ آهنگ برتر هلند (به انگلیسی: Dutch Top 40) جدول رسمی موسیقی در هلند است. ۴۰ آهنگ برتر هلند یکی از سه جدول رسمی موسیقی در این کشور است.

## تاریخچه
فعالیت این جدول در ۲ ژانویه ۱۹۶۵ آغاز شد. نخستین تک‌آهنگ برتر آن ترانهٔ «حالم خوب است» از گروه بیتلز بود.

## رکوردها

### ترانه‌ها

#### بیشترین حضور در رتبهٔ اول
- ترانهٔ «بالادا» از گوستاوو لیما (۲۰۱۲)

#### بیشترین حضور در بین ۴۰ آهنگ برتر
- ترانهٔ «خوشحال» از فارل ویلیامز (۴–۲۰۱۳)

### هنرمندان

#### بیشترین ورودی به ۴۰ آهنگ برتر
- گروه بی‌زداِن

#### بیشترین تک‌آهنگ‌های شمارهٔ یک
- گروه بیتلز

#### بیشترین هفته در شمارهٔ یک
- گروه بیتلز

#### موفق‌ترین هنرمند ۴۰ آهنگ برتر
- مدونا